# Thea Harmuth
Thea Harmuth (* 30. Juni 1904 in Düsseldorf; † 10. Januar 1956) war eine deutsche Gewerkschafterin.

## Lebensweg
Nach Abschluss der Volks- und dann der Handelsschule in Düsseldorf begann Thea Harmuth bereits im Alter von 15 Jahren eine Lehre als Stenotypistin. Von 1919 bis 1922 war sie als Stenotypistin im Verlag einer Tageszeitung tätig. 1920 oder 1922 wurde Harmuth Mitglied im Verband der weiblichen Handels- und Büroangestellten (VWA). Sie engagierte sich ehrenamtlich in der Jugend- und Frauenarbeit in Düsseldorf und Essen. 1925 und 1926 besuchte sie die Akademie der Arbeit in Frankfurt am Main, anschließend war sie Frauensekretärin in mehreren Konsum- und Verbrauchergenossenschaften in Essen, Köln und Hamburg. Da ihr weitere Gewerkschaftsarbeit nach der nationalsozialistischen Machtergreifung im Januar 1933 nicht mehr möglich war, ging sie 1934 nach München, um wieder als Stenotypistin zu arbeiten. Von 1934 bis 1944 war Harmuth Verwaltungsangestellte in der Standortverwaltung der Wehrmacht München, anschließend Hausfrau. Nach dem Ende des Zweiten Weltkriegs wurde sie 1945 Mitglied im Bayerischen Gewerkschaftsbund und arbeitete dort ehrenamtlich. Sie wurde Mitglied der CSU. In den Jahren 1948 und 1949 war Harmuth in der Verwaltung des Bayerischen Gewerkschaftsbundes beschäftigt, zunächst im Bildungssekretariat, dann als Landes-Frauensekretärin. Harmuth wurde auf dem DGB-Gründungskongress 1949 als einzige Frau – mit zehn männlichen Kollegen – in den Geschäftsführenden Bundesvorstand (GBV) des Deutschen Gewerkschaftsbundes gewählt. Sie setzte sich gegen Liesel Kipp-Kaule (SPD) durch. Mit der Wahl von Thea Harmuth konnte sowohl der Anspruch der Einbeziehung einer Frau in den Bundesvorstand eingelöst werden als auch das Prinzip der Berücksichtigung der christlichen Gewerkschafter. Harmuth blieb GBV-Mitglied und Leiterin der DGB-Abteilung Frauen bis zu ihrem Tod am 10. Januar 1956. Ihre Amtsnachfolgerin wurde Maria Weber; sie wurde 1956 Mitglied im Geschäftsführenden Bundesvorstand des DGB und 1972 erste weibliche Vize-Vorsitzende des DGB. Dieses Amt hatte sie bis 1982 inne.
Thea Harmuth wurde nur 51 Jahre alt. 

## Publikationen (Auswahl)
- Thea Harmuth: Werksfürsorgerin – Ein sozialer Beruf. Diesem Aufsatz liegt ein Referat zugrunde, das die Verfasserin am 30. September 1951 auf der Wochenendtagung für Werksfürsorgerinnen in Linz (Rhein), einberufen von der Wirtschaftsvereinigung Eisen- und Stahlindustrie, Ausschuss für Sozialwirtschaft, Unterausschuss Betriebliche Sozialarbeit, gehalten hat. PDF
- Mutterschutzgesetz: Gesetz zum Schutz der erwerbstätigen Mutter (Mutterschutzgesetz) vom 24. Januar 1952; Kommentar von Emmi Theuerkauf und Thea Harmuth, Bund-Verlag, 1952, 121 Seiten